# Japão nos Jogos Olímpicos de Verão de 2024
Japão competiu nos Jogos Olímpicos de Verão de 2024 em Paris, na França, entre 26 de julho e 11 de agosto. Os atletas japoneses participaram de todas as edições dos Jogos Olímpicos de Verão desde 1912, exceto em duas ocasiões: nos Jogos Olímpicos de Verão de 1948, em Londres, para os quais não foram convidados devido ao papel do país na Segunda Guerra Mundial, e nos Jogos Olímpicos de Verão de 1980, em Moscou, devido à sua adesão ao boicote liderado pelos Estados Unidos. Foi representado por 403 desportistas que competiram em 34 modalidades.
Com 45 medalhas no total, sendo 20 de ouro, 12 de prata e 13 de bronze, o país terminou em terceiro lugar no qudro geral de medalhas atrás apenas de Estados Unidos e China. A luta foi o esporte mais bem-sucedido da delegação tanto em total de medalhas (11) quanto em medalhas de ouro (8). Dez esportistas conquistaram mais de uma medalha nos Jogos, mas com três ouros e um bronze, o ginasta Shinnosuke Oka foi o principal destaque individual do Japão.

## Medalhas
| Atleta | Esporte             | Evento                               | Medalha |
| --- | ------------------- | ------------------------------------ | ------- |
| Natsumi Tsunoda | Judô                | Até 48 kg feminino                   | Ouro    |
| Hifumi Abe | Judô                | Até 66 kg masculino                  | Ouro    |
| Coco Yoshizawa | Skate               | Street feminino                      | Ouro    |
| Koki Kano | Esgrima             | Espada individual masculino          | Ouro    |
| Yuto Horigome | Skate               | Street masculino                     | Ouro    |
| Takaaki Sugino Shinnosuke Oka Daiki Hashimoto Kazuma Kaya Wataru Tanigawa | Ginástica artística | Equipes masculinas                   | Ouro    |
| Takanori Nagase | Judô                | Até 81 kg masculino                  | Ouro    |
| Shinnosuke Oka | Ginástica artística | Individual geral masculino           | Ouro    |
| Kazuki Iimura Kyosuke Matsuyama Takahiro Shikine Yudai Nagano | Esgrima             | Florete por equipes masculino        | Ouro    |
| Shinnosuke Oka | Ginástica artística | Barra fixa                           | Ouro    |
| Kenichiro Fumita | Lutas               | Greco-romana até 60 kg masculino     | Ouro    |
| Nao Kusaka | Lutas               | Greco-romana até 77 kg masculino     | Ouro    |
| Akari Fujinami | Lutas               | Livre até 53 kg feminino             | Ouro    |
| Rei Higuchi | Lutas               | Livre até 57 kg masculino            | Ouro    |
| Tsugumi Sakurai | Lutas               | Livre até 57 kg feminino             | Ouro    |
| Ami Yuasa | Breaking            | B-Girls                              | Ouro    |
| Haruka Kitaguchi | Atletismo           | Lançamento de dardo feminino         | Ouro    |
| Sakura Motoki | Lutas               | Livre até 62 kg feminino             | Ouro    |
| Kotaro Kiyooka | Lutas               | Livre até 65 kg masculino            | Ouro    |
| Yuka Kagami | Lutas               | Livre até 76 kg feminino             | Ouro    |
| Liz Akama | Skate               | Street feminino                      | Prata   |
| Tomoyuki Matsushita | Natação             | 400 m medley masculino               | Prata   |
| Sanshiro Murao | Judô                | Até 90 kg masculino                  | Prata   |
| Akira Komata Koki Kano Masaru Yamada Kazuyasu Minobe | Esgrima             | Espada por equipes masculino         | Prata   |
| Uta Abe Soichi Hashimoto Miku Tashiro Sanshiro Murao Rika Takayama Tatsuru Saito Saki Niizoe Takanori Nagase Aaron Wolf Haruka Funakubo Akira Sone Ryuju Nagayama Natsumi Tsunoda Hifumi Abe | Judô                | Equipe mista                         | Prata   |
| Kokona Hiraki | Skate               | Park feminino                        | Prata   |
| Keiju Okada Miho Yoshioka | Vela                | 470                                  | Prata   |
| Sorato Anraku | Escalada esportiva  | Combinado masculino                  | Prata   |
| Rikuto Tamai | Saltos ornamentais  | Plataforma 10 m individual masculino | Prata   |
| Hina Hayata Miwa Harimoto Miu Hirano | Tênis de mesa       | Equipes femininas                    | Prata   |
| Daichi Takatani | Lutas               | Livre até 74 kg masculino            | Prata   |
| Taishu Sato | Pentatlo moderno    | Masculino                            | Prata   |
| Ryuju Nagayama | Judô                | Até 60 kg masculino                  | Bronze  |
| Yoshiaki Oiwa Kazuma Tomoto Toshiyuki Tanaka Ryuzo Kitajima | Hipismo             | CCE por equipes                      | Bronze  |
| Soichi Hashimoto | Judô                | Até 73 kg masculino                  | Bronze  |
| Haruka Funakubo | Judô                | Até 57 kg feminino                   | Bronze  |
| Sera Azuma Yuka Ueno Karin Miyawaki Komaki Kikuchi | Esgrima             | Florete por equipes feminino         | Bronze  |
| Yuta Watanabe Arisa Higashino | Badminton           | Duplas mistas                        | Bronze  |
| Hina Hayata | Tênis de mesa       | Individual feminino                  | Bronze  |
| Nami Matsuyama Chiharu Shida | Badminton           | Duplas femininas                     | Bronze  |
| Risa Takashima Seri Ozaki Misaki Emura Shihomi Fukushima | Esgrima             | Sabre por equipes feminino           | Bronze  |
| Hideki Matsuyama | Golfe               | Individual masculino                 | Bronze  |
| Shinnosuke Oka | Ginástica artística | Barras paralelas                     | Bronze  |
| Nonoka Ozaki | Lutas               | Livre até 68 kg feminino             | Bronze  |
| Yui Susaki | Lutas               | Livre até 50 kg feminino             | Bronze  |

## Competidores
Esta foi a participação por modalidade nesta edição:
| Esporte              | Masculino | Feminino | Total |
| -------------------- | --------- | -------- | ----- |
| Atletismo            | 29        | 20       | 49    |
| Badminton            | 5         | 7        | 12    |
| Basquetebol          | 12        | 12       | 24    |
| Boxe                 | 2         | 0        | 2     |
| Breaking             | 2         | 2        | 4     |
| Canoagem             | 2         | 1        | 3     |
| Ciclismo             | 9         | 9        | 18    |
| Escalada esportiva   | 2         | 2        | 4     |
| Esgrima              | 7         | 7        | 14    |
| Futebol              | 18        | 18       | 36    |
| Ginástica            | 6         | 5        | 11    |
| Golfe                | 2         | 2        | 4     |
| Halterofilismo       | 2         | 1        | 3     |
| Handebol             | 14        | 0        | 14    |
| Hipismo              | 6         | 0        | 6     |
| Hóquei sobre a grama | 0         | 16       | 16    |
| Judô                 | 7         | 7        | 14    |
| Lutas                | 8         | 6        | 14    |
| Natação              | 15        | 14       | 29    |
| Natação artística    | 0         | 9        | 9     |
| Pentatlo moderno     | 1         | 1        | 2     |
| Polo aquático        | 12        | 0        | 12    |
| Remo                 | 3         | 2        | 5     |
| Rugby sevens         | 12        | 12       | 24    |
| Saltos ornamentais   | 2         | 3        | 5     |
| Skate                | 4         | 6        | 10    |
| Surfe                | 3         | 1        | 4     |
| Tênis                | 2         | 4        | 6     |
| Tênis de mesa        | 3         | 3        | 6     |
| Tiro                 | 2         | 1        | 3     |
| Tiro com arco        | 3         | 1        | 4     |
| Triatlo              | 2         | 1        | 3     |
| Vela                 | 3         | 4        | 7     |
| Voleibol             | 12        | 12       | 24    |
| Voleibol de praia    | 0         | 2        | 2     |
| Total                | 212       | 191      | 403   |